# Březina (ort i Tjeckien, Pardubice)
Březina är en ort i Tjeckien.   Den ligger i regionen Pardubice, i den östra delen av landet, 160 km öster om huvudstaden Prag. Březina ligger 422 meter över havet och antalet invånare är 362.
Terrängen runt Březina är varierad. Runt Březina är det ganska tätbefolkat, med 65 invånare per kvadratkilometer. Närmaste större samhälle är Svitavy, 15,7 km nordväst om Březina. Omgivningarna runt Březina är en mosaik av jordbruksmark och naturlig växtlighet.